# Stefano Malferrari
Stefano Malferrari (* im 20. Jahrhundert) ist ein italienischer Pianist.

## Leben
Malferrari studierte am Conservatorio G. B. Martini in Bologna und erhielt als Schüler von Franco Scala am Conservatorio Statale di Musica „Gioachino Rossini“ sein Diplom als Pianist. Er vervollkommnete seine Ausbildung bei Jörg Demus und György Sándor.
Als Kammermusiker und Liedbegleiter trat Malferrari u. a. mit den Flötisten Andrea Griminelli und Giorgio Zagnoni, mit Jörg Demus, dem Geiger Domenico Nordio und den Sängerinnen Dimitra Theodossiu, Irina Lungu, Lorna Windsor und Monica Bacelli auf. Sein besonderes Interesse gilt der zeitgenössischen Musik. Auf diesem Gebiet arbeitete er mit dem Geiger Enzo Porta, der Flötistin Annamaria Morini und dem Pianisten Mauro Castellano und spielte Uraufführungen von Kompositionen Sylvano Bussottis, Jonathan Harveys, Tristan Murails, Adriano Guarnieris, Paolo Arallas, Cristina Landuzzis und Chiara Benatis. Zudem ist er Mitglied mehrerer Ensembles für zeitgenössische Musik, darunter Octandre und FontanaMIX in Bologna, European Music Project in Ulm und Zephir Ensemble in Palermo. Am Teatro Santa Isabel in Recife spielte er 2008 die Uraufführung von Marco Biscarinis Concerto per l’Infanzia für Klavier, Sopran und Orchester.
Als Solist und Recitalist trat Malferrari in Italien, Schweden, Kroatien, Island, Norwegen und Großbritannien, Mexiko, Peru, Kolumbien, Brasilien, Chile, Argentinien und Ekuador, Kasachstan und Thailand auf und nahm u. a. am Rossini Opera Festival, dem Festival dei Due Mondi in Spoleto, dem Maggio Musicale Fiorentino, der Biennale Musica in Venedig, dem Festival Cité de la musique in Strasburg, dem International Bergen Festival und am Ravenna Festival teil. Aufnahmen spielte er bei den Labels Nuova Carisch, NLM, Nuova Era, Agenda, Tactus, Vermeer und Emavinci ein.
Neben seiner Lehrtätigkeit am Konservatorium von Bologna gibt Malferrari Kurse an verschiedenen anderen italienischen Institutionen. Mit Lorenzo Bianconi und Giorgio Pagannone gibt er im Verlag Albisani Editions die Buchreihe Chiavi d’ascolto heraus. Als Juror wirkt er in nationalen und internationalen Klavier- und Kammermusikwettbewerben mit.